# 지방 세포

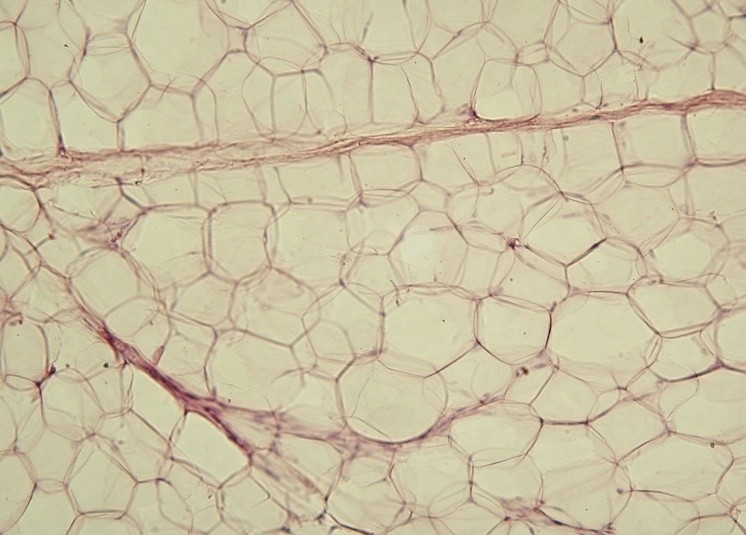
파라핀 절변 내의 노란 지방 조직.

지방 세포(脂肪細胞, 영어: adipocytes, lipocytes, fat cells)는 에너지를 지방으로 저장하는 지방 조직을 주로 이루는 세포이다. 지방 조직에는 백색지방조직(WAT)과 갈색지방조직(BAT)이 있으며, 이 또한 두 종류의 지방 세포를 이룬다.

## 종류
- 백색지방세포 - 백색지방조직(白色脂肪組織) 또는 황백색지방을 이루고 피부 밑이나 복부등 그리고 내부 장기에 분포하고있는 지방 조직. 혈관 분포가 적으며, 주로 열 차단, 기계적 완충 및 에너지원으로 작용한다. 복부비만으로 진행하는경우도 있을수있다.

- 갈색지방세포 - 갈색지방조직(褐色脂肪組織)에 존재하며 대부분의 포유동물의 새끼, 갓난아이의 가슴 및 어깨에 붙어 있는 지방 조직이다. 곰, 양, 개, 다람쥐, 고슴도치 따위의 포유동물과 사람의 경우 아기에게 있는데, 겨울잠에서 깨었을 때나 굶주렸을 때 몸에 에너지를 공급하게 한다. 특히 인체에서 갈색지방(褐色脂肪)은 황백색의 보통 지방과 달리 갈색을 띠는 지방으로 미토콘드리아와 유체 방울 덩어리가 많은 세포로 구성되며, 분해할 때 열이 발생하므로 체온 조절에 중요한 역할을 하는 지방이다. 지방 분해와 대사 활성, 지방산 산화 능력이 뛰어나다. (황)백색지방과는 달리 갈색지방은 운동과 관련이 있는 근육계통에 존재한다.

## 내분비 작용
지방 세포는 안드로겐으로부터 에스트로겐을 합성할 수 있는데, 이는 잠재적으로 저체중이나 과체중이 불임의 위험 요소들인 것에 기인한다. 또, 지방 세포는 호르몬 렙틴을 생성하는 일을 맡는다. 렙틴은 식욕 조절에 중요한 역할을 한다.

## 트리아실글리세롤
지방세포에는 트리아실글리세롤(Triacylglycerol,중성지방)이 축적되어있다. 중성지방(中性脂肪)은 글리세라이드를 실용적으로 사용할 때에 이르는 말로 동물에서는 지방 조직으로서 피부밑, 창자간막, 근육 외의 장기 표면 따위에, 식물에서는 주로 종자에 축적한다. 트리아실글리세롤은 지방세포로부터 떨어져나와 혈중으로 이동하여 신체전반에 흘러들어갈수있다. 지방세포에서 트리아실글리세롤 분해해낼때에는 리파아제가 관여하며 혈액 이동에는 알부민(albumin)등이 관여한다.

## 리파아제
리파아제(Lipase)는 중성 지방을 지방산과 글리세린으로 가수 분해를 하는 지방세포내 효소이다. 동물에는 이자액에, 식물에는 피마자 따위에 많이 들어 있다.

## 호르몬
글루카곤, 에피네프린 등의 호르몬에 대해서 지방세포 표피에는 이들 수용체가 위치하고있다.  이들 수용체는 cAMP(cyclic AMP) 신호전달물질을 합성하는 신호기전을 가지고있다. cAMP는 PKA(protein kinase A)를 활성화시키는 효소로 알려져있다. PKA는 리파아제를 활성화할 수 있다.

## 담즙산
담즙산(膽汁酸)은 쓸개즙의 주요 성분의 하나. 쓸개즙산염ㆍ콜레스테롤ㆍ레시틴ㆍ지방ㆍ색소 따위를 함유하고 있으며, 지방의 소화와 흡수를 촉진하고 지용성 비타민ㆍ카로틴ㆍ호르몬 따위의 작용을 돕는다.

## 참조
1. ↑  Nelson, Linda R.; Bulun, Serdar E. (2001). “Estrogen production and action☆”. 《Journal of the American Academy of Dermatology》 45 (3): S116–24. doi:10.1067/mjd.2001.117432. PMID 11511861.
2. ↑  http://www.protectyourfertility.com/femalerisks.html{{ “보관된 사본”. 2007년 9월 22일에 원본 문서에서 보존된 문서. 2013년 8월 6일에 확인함. FERTILITY FACT > Female Risks By the American Society for Reproductive Medicine (ASRM). Retrieved on Jan 4, 2009
3. ↑  Klok, M.D.; Jakobsdottir, S.; Drent, M.L. (2006). “The role of leptin and ghrelin in the regulation of food  intake and body weight in humans: a review”. 《The International Association for the Study of Obesity. obesity reviews》 8 (1): 12–34. doi:10.1111/j.1467-789X.2006.00270.x. PMID 17212793.

## 같이 보기
- 성인병
- 대사 증후군(메타볼릭 신드롬)
- 지방간
- 간경변
- 오메가-3 지방산 VS 오메가-6 지방산
- 콜레스테롤
  - 저밀도 지질단백질(LDL, 건강에 좋지 않은 콜레스테롤)
  - 고밀도 지질단백질(HDL), 건강에 좋은 콜레스테롤)
- 폴리코사놀